# Kévin Igier
Kévin Igier (* 4. März 1987 in Paris) ist ein französischer Eishockeyspieler, der seit 2019 erneut bei den Diables Rouges de Briançon in der französischen Ligue Magnus unter Vertrag steht.

## Karriere
Kévin Igier begann seine Karriere als Eishockeyspieler in der Nachwuchsabteilung von Rouen Hockey Élite 76, für dessen U18- und U22-Junioren er zwischen 2003 und 2007 aktiv war. Parallel sammelte er von 2004 bis 2007 Spielpraxis beim HC Le Havre in der drittklassigen Division 2. Zudem stand der Verteidiger zwischen 2005 und 2007 in insgesamt 18 Spielen für Rouens Profimannschaft in der Ligue Magnus, der höchsten französischen Spielklasse, auf dem Eis. Im Sommer 2007 wechselte Igier innerhalb der Ligue Magnus zu den Ducs d’Angers, bei denen er in den folgenden drei Jahren Stammspieler war und bei denen er zum A-Nationalspieler wurde. 2010 wurde er zudem in das All-Star Team der Ligue Magnus gewählt. 
Nachdem Igier auch die Saison 2010/11 in Angers begonnen hatte, verließ er den Verein nach nur fünf Einsätzen und schloss sich dessen Ligarivalen Chamonix Hockey Club an. Bis Saisonende erzielte er für den Traditionsverein in 21 Spielen zwei Tore und drei Vorlagen. Zur Saison 2011/12 kehrte Igier zu den Ducs d’Angers zurück. Im Sommer 2012 wurde er von den Ducs de Dijon verpflichtet.

### International
Für Frankreich nahm Igier im Juniorenbereich an der U18-Junioren-B-Weltmeisterschaft 2005 sowie den U20-Junioren-B-Weltmeisterschaften 2006 und 2007 teil. Im Seniorenbereich stand er im Aufgebot Frankreichs bei den A-Weltmeisterschaften 2009 und 2010. 

## Erfolge und Auszeichnungen
- 2010 Ligue Magnus All-Star Team